# Sportverein Sobaeksu
Der Sportverein Sobaeksu (Chosŏn'gŭl: 소백수체육단; Hanja: 小白水體育團) ist ein nordkoreanischer Fußballklub. Der SV Sobaeksu hat seinen Sitz in Kaesŏng und ist ein Ableger des den nordkoreanischen Streitkräften unterstehenden 25. April SC.

## Bekannte Spieler
- Pak Sung-hyok
- Ri Jun-il